# Akenmineermot
De akenmineermot (Stigmella aceris) is een vlinder uit de familie dwergmineermotten (Nepticulidae). De wetenschappelijke naam is voor het eerst geldig gepubliceerd in 1857 door Heinrich Frey. De mot vliegt van mei tot juni en opnieuw in augustus, afhankelijk van de locatie.

## Kenmerken
Het heeft een spanwijdte van 3,7-4,7 mm.

## Mijn
Larven minen de bladeren van de voedselplant en maken een smalle gang die meestal de hele breedte van de gang vult met frass. Eieren worden gelegd op veldesdoorn (Acer campestre), Amoeresdoorn (A. ginnala), Noorse esdoorn (A. platanoides) en Tataarse esdoorn (A. tataricum). 

## Voorkomen
De soort komt voor in Europa.

## Foto's

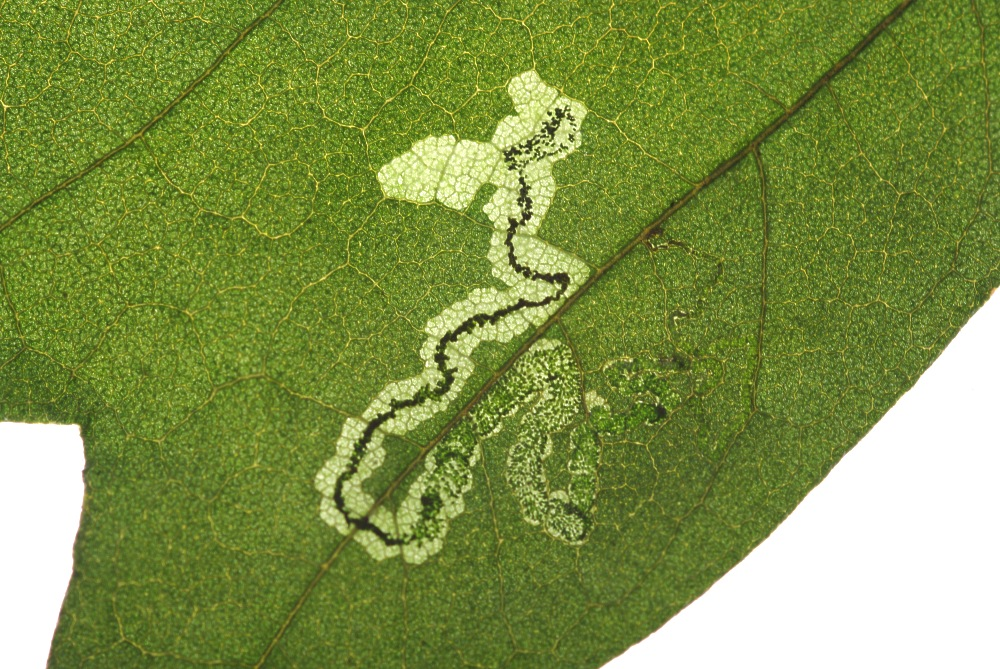
De mijn van een de akenmineermot
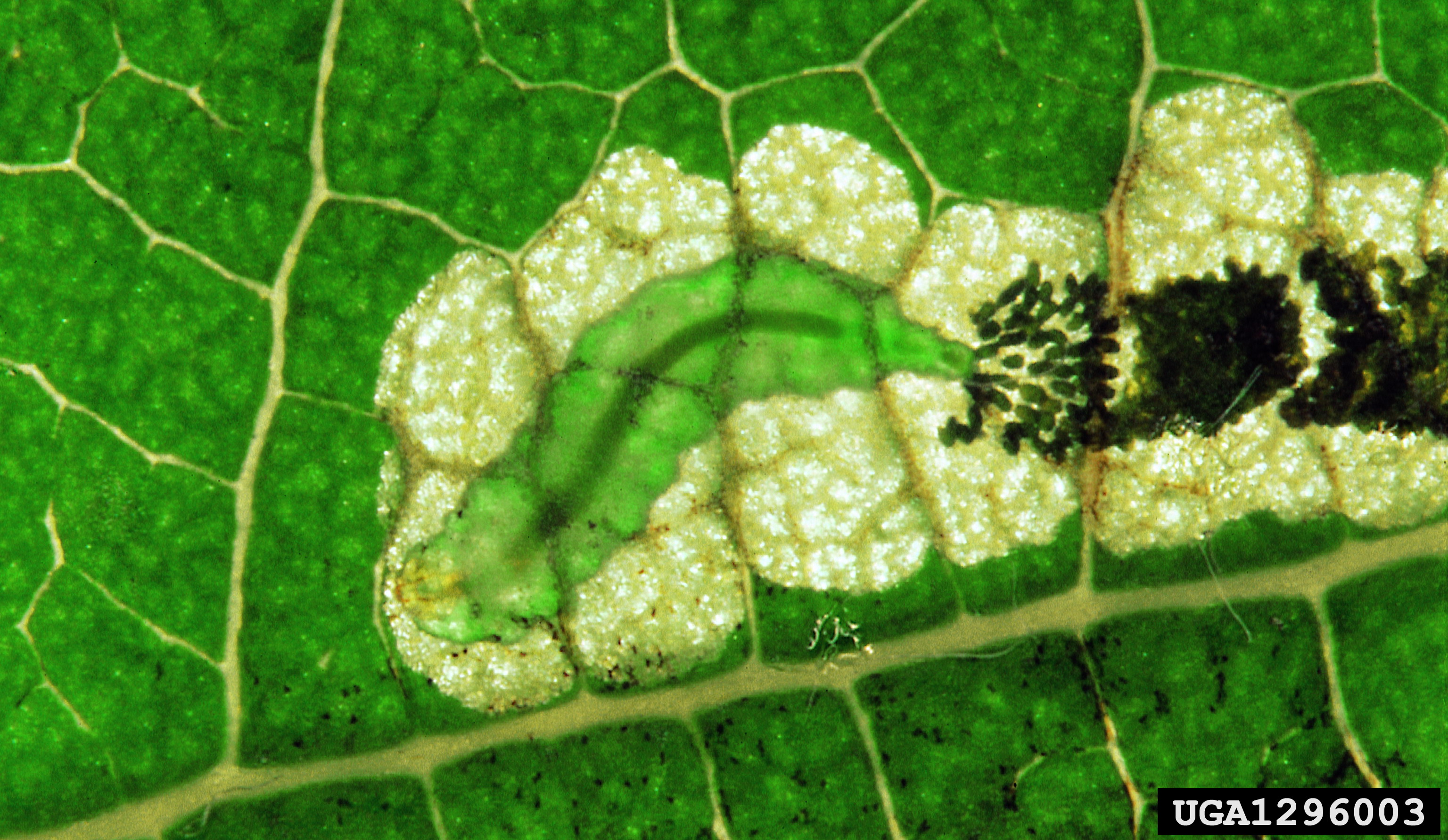
De mijn van een de akenmineermot